# اتشوقت دار الكبداني (دار الكبداني)
اتشوقت دار الكبداني هي إحدى مشيخات المملكة المغربية، تتبع جغرافيا لإقليم الدريوش وإداريًا لدار الكبداني. يقدر عدد سكانها بـ 201 نسمة حسب الإحصاء الرسمي للسكان والسكنى لسنة 2004.